# Günther (Sänger)
Mats Söderlund (* 25. Juli 1967 in Malmö), Künstlername Günther, ist ein schwedischer Eurodance-Sänger und ein ehemaliges Model.

## Musiker
Seine erste Single Ding Dong Song (2004) war der größte Hit seiner Karriere und auch der einzige außerhalb Skandinaviens. Zuletzt trat Günther beim Melodifestivalen 2006, der schwedischen Vorausscheidung zum Eurovision Song Contest 2006, mit seinem neuesten Lied Like Fire Tonight auf und erreichte bei der Halbfinalentscheidung in Göteborg den 6. Platz.
Günther wird bei seinen Liedern von The Sunshine Girls begleitet. The Sunshine Girls sind junge Sängerinnen, die im Chor singen, während Günther danach mit tiefer, flüsternder Stimme singt.
Auf seiner offiziellen Website teilt Günther mit, er wolle mit seiner Musik die Welt verändern, indem er das Denken der Menschen „sexualisiere“ und so die „Botschaft der Liebe“ verbreite. Er meint, die wichtigsten Dinge in seinem Leben seien „Champagner, Glamour, Sex und Respekt“.
Zu Günthers Markenzeichen zählen sein Schnurrbart, seine Vokuhila-Frisur, seine Sonnenbrille und sein Duckface.

## Künstlername
Dazu schreibt Sverigesradio 2013: „Namen sind für fast jeden eine Quelle der Identität. Mats Söderlund lebt seit zehn Jahren mit seinem Künstlernamen Günther und sagt, dass seine Marke fast alles bedeutet. (...) Er wählte den Künstlernamen Günther, um eine glitzernde Alles-oder-Nichts-Mentalität auszudrücken, die vom deutschen Jetsetter Gunter Sachs inspiriert ist. Ich brauchte etwas mehr, um zu provozieren. Die Musik stand an erster Stelle, aber ich wollte eine Verpackung, die passt. Als Mats aufzutreten, ist in diesem Zusammenhang nicht so sexy.  Der Name, die Musik und der Stil sind zu einer starken Marke geworden, und zehn Jahre nach dem Durchbruch singen die meisten Europäer immer noch "Teeny weeny string bikini" mit.  Ich dachte, es würde verschwinden, aber eine neue Generation von Acht- und Neunjährigen ist aufgetaucht und es ist wieder wie neu, sagt Mats Söderlund.“

## Diskografie

### Alben
- 2004 – Pleasureman

### Singles
- 2004 – Ding Dong Song
- 2004 – Teeny Weeny String Bikini
- 2004 – Touch Me (featuring Samantha Fox)
- 2005 – Tutti Frutti Summerlove
- 2005 – Christmas Song (Ding Dong)
- 2006 – Like Fire Tonight
- 2007 – Sun Trip
- 2008 – Pussycat
- 2010 – Famous
- 2013 – I’m Not Justin Bieber B**ch
- 2016 – No Pantalones
- 2016 – Love Yourself
- 2017 – Dynamite
- 2022 – Sex Myself
- 2023 – Coupe de Main
- 2023 – Real Sassy
- 2024 – XXX (featuring GPF)